# القطاط (جبل)
جبل القطاط (بفتح القاف والطاء المهملة ثم ألفٌ، فطاء ثانية) هو جبل صغير في السراة في ديار قبيلة بلقرن في محافظة بلقرن في منطقة عسير في المملكة العربية السعودية، ويقع جنوبي قرية الحنيك وشمال شرقي جبل أوران.